# 平岡紀子
平岡 紀子（ひらおか のりこ、1959年（昭和34年）6月2日 - ）は、日本の演出家。父は三島由紀夫。母は平岡瑤子。結婚後は、冨田紀子となった。三島没後20年に、三島の戯曲『葵上』『弱法師』の演出を手がけ、母親の死後は、弟・威一郎と共に三島の著作権保護に努めた。

## 略歴
1959年（昭和34年）6月2日、父・三島由紀夫（本名：平岡公威）と母・瑤子（旧姓：杉山）の長女として誕生。19時頃、虎の門病院に駆けつけた三島は、新生児室のガラス越しに初めての我が子を見る。6月8日のお七夜で「紀子」と命名された。三島はもともと「尹」と名付けたかったが、当用漢字にないので諦め、その代わりに後に書かれる小説『宴のあと』（1960年）の登場人物に沢村尹と名付けたとされる。
3年後に誕生した弟・威一郎と共に、大田区馬込東一丁目1333番地（現・南馬込四丁目32番8号）の家で育った紀子は、学習院幼稚園から学習院初等科に通った。今上天皇・徳仁とは学習院幼稚園と初等科で同級生であった。1964年（昭和39年）12月の幼稚園クリスマス会では、父・三島が潤色した『ちびくろさんぼのぼうけん』、1965年（昭和40年）12月には、同じく三島と母・瑤子の潤色の『舌切雀』が上演された。
その後、学習院女子中等科、学習院女子高等科を経て、1982年（昭和57年）3月20日、学習院大学文学部仏文科を卒業した。
三島没後20年にあたる1990年（平成2年）1月には、三島の戯曲『葵上』と『弱法師』を舞踊劇にプロデュース・演出をし、同年9月24日には、外交官の冨田浩司と結婚。外交官夫人としてシンガポールに駐在し、子供を産んだ。
母・瑤子の死後、三島との愛人関係を描いた福島次郎の小説『剣と寒紅』が1998年（平成10年）に出版されたが、その著書の中で福島が三島の書簡を無断公表したことに対して紀子は、著作権侵害の故を以て同書の出版差し止めを求め、弟の平岡威一郎と共に福島および文藝春秋を東京地方裁判所に提訴し、2000年（平成12年）5月23日に勝訴が確定した。

## 紀子と三島由紀夫
紀子が1歳の赤ん坊の時、三島夫妻は、同居している梓と倭文重に紀子を預けて、2人だけで3か月ほどアメリカ、ヨーロッパ、エジプト、香港に海外旅行に出かけた。三島はディズニーランドに行った際に、ドナルドダックの絵葉書を買って紀子宛てに、「のり子ちゃん元気ですか？　お父様とお母様はディズニィ・ランドへ行きました。とても面白く、のり子ちゃんの喜びさうなものが一杯ありました」と書き、「元気でね絵本とお帽子を送りました」と締めくくっている。
紀子が4歳の時に、軽井沢滞在中の川端康成から紀子に可愛い鞄が贈られ、喜ぶ紀子の様子を三島は嬉しそうに、「早速『幼稚園のピクニックにもつていく』と、大喜びで飛んだり跳ねたりしてをります」と川端への礼状に報告している。
その約半年前に三島は、子供が生れたての赤ん坊の頃は、「怪物的であつて、あんまり可愛らしくないので、これなら溺愛しないでもすみさうだ」と安心していたが、少し成長してくると「これは並々ならぬ可愛いもの」だと不安を感じたとし、「人から見て可愛くも何ともないものが可愛くみえるといふことは、すでに錯覚である。困つたことになつたものだと私は思つた」と語っている。
三島と楯の会候補生の陸上自衛隊体験入隊中に助教官を務めた江河弘喜は、自分の初めての子供（女児）の名付けを三島に依頼した。候補名を3つ挙げた手紙の中で三島は自身の経験をふまえて、「どうしても可愛がりすぎてしまふ第一子は、女のお児さんがよろしく」と祝福しながら、「人生最初に得る我児は、何ものにも代へがたく、一挙手一投足が驚きであり㐂びであり、……天の啓示の如きものを感じますね」と綴って、ピンクと水色の産着2着を江河に贈ったという。
1970年（昭和45年）11月25日の自決の日、三島は楯の会の4名と車で市ヶ谷駐屯地へ向かう途中、学習院初等科校舎近くの手前に一時停車した際に、「わが母校の前を通るわけか。俺の子供も現在この時間にここに来て授業をうけている最中なんだよ」と、紀子のことを気にかけていたという。

## 家族・親族

### 平岡家
（兵庫県印南郡志方町（現加古川市）、東京都）
- 高祖父・太吉（農業、金融業）
1833年（天保4年）生 - 1896年（明治29年）没
- 高祖母・つる（兵庫県平民・寺岡久平の長女）
1836年（天保7年）生 - 1916年（大正5年）没
- 曾祖父・定太郎（内務省官僚）
1863年（文久3年）生 - 1942年（昭和17年）没
- 曾祖母・夏子（大審院判事・永井岩之丞の長女、幕臣・永井尚志の孫）
1876年（明治9年）生 - 1939年（昭和14年）没
- 祖父・梓（農商務省官僚）
1894年（明治27年）生 - 1976年（昭和51年）没
- 祖母・倭文重（漢学者・橋健三の次女、漢学者・橋健堂の孫）
1905年（明治38年）生 - 1987年（昭和62年）没
- 叔母・美津子
1928年（昭和3年）生 - 1945年（昭和20年）没
- 叔父・千之（外交官）
1930年（昭和5年）生 - 1996年（平成8年）没
- 父・公威（作家・三島由紀夫）
1925年（大正14年）生 - 1970年（昭和45年）没
- 母・瑤子（画家・杉山寧の長女）
1937年（昭和12年）生 - 1995年（平成7年）没
- 弟・威一郎（元実業家）
1962年（昭和37年）生 -

## プロデュース作品
- 東京グローブ座特別公演「三島由紀夫メモリアル」
平岡紀子プロデュース ダンス・ネオ・ミシマ「エクリプス（月蝕） ―近代能楽集より」
  - 1990年（平成2年）1月17日 - 21日 東京グローブ座
  - 構成・演出・振付：竹邑類。製作：平岡紀子。出演：安達悦子、田島徹也、橋本さとみ、鈴木レイ子、前田清実、ほか
  - ※ 『葵上』のダンス化「三日月の章 ―葵上」と、『弱法師』のダンス化「新月の章 ―弱法師」の同時上演。